# Бревки

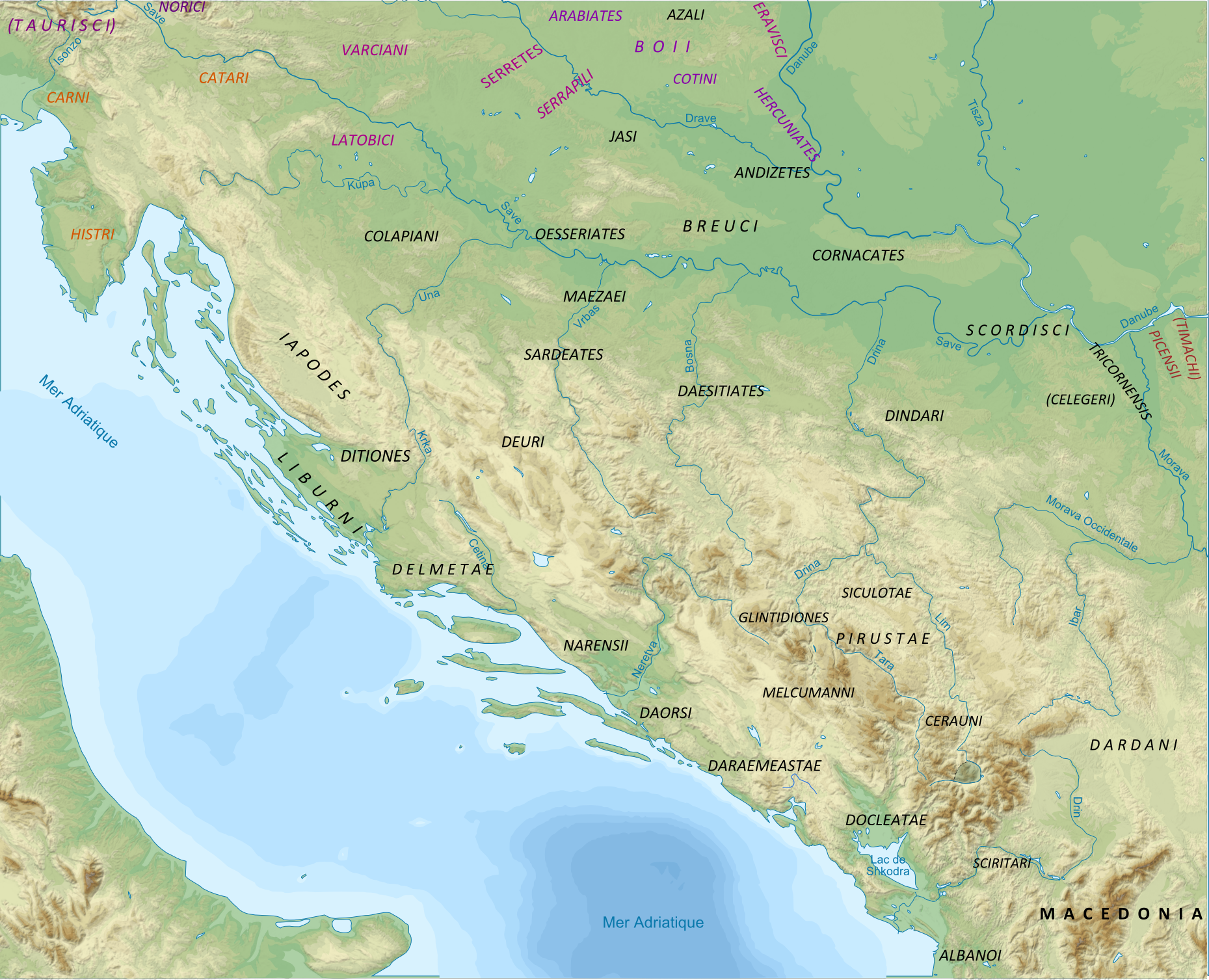
Карта, показывающая приблизительное расселение иллирийских (в том числе и паннонских) племен

Бревки (др.-греч. Βρεῦκοι) жили в среднем течении Савы между Врбасом и Дриной. Были одним из самых сильных и воинственных племён союза. В 6 году, сразу после начала Великого Иллирийского восстания, примкнули к дезитиатам под предводительством Батона I. Однако после подавления восстания были проданы в рабство в Италию. Во времена правления Траяна получили римское гражданство. Позже в римской армии служило 9 когорт бревков (cohortes Breucorum), в составе которых также были представители других племён. Многие из бревков переселились в Дакию, где постепенно слились с местным населением. Возможно, племя дало название современному городу Брчко в Боснии и Герцеговине.